# Carl Wilhelm Wirtz
Carl Wilhelm Wirtz (Krefeld, 24 de agosto de 1876 – Hamburgo, 18 de fevereiro de 1939) foi um astrônomo alemão.

## Vida

### Formação
Após completar seus estudos Wirtz obteve um cargo de assistente no Observatório Kuffner em Viena. Trabalhou no Observatório de Estrasburgo de 1901 a 1911, onde obteve a habilitação em 1904 e foi nomeado professor em 1909. Pai do geólogo Daniel Wirtz.[carece de fontes?]

## Reconhecimentos
Em seu reconhecimento Hans-Emil Schuster, que descobriu em 2004 um asteroide, deu-lhe o nome 26074 Carlwirtz.

## Obras
- Tafeln und Formen aus Astronomie und Geodäsie für die Hand des Forschungsreisenden, Geographen, Astronomen und Geodäten. Berlin: Springer, 1918
- Sternhaufen, Nebelflecke und Weltenraum. Stuttgart: Franckh, 1922